# هوس زیر درختان نارون (فیلم)
هوس زیر درختان نارون (انگلیسی: Desire Under the Elms) فیلمی در ژانر رمانتیک به کارگردانی دلبرت من است که در سال ۱۹۵۸ منتشر شد. از بازیگران آن می‌توان به سوفیا لورن، آنتونی پرکینز، برل آیوز و آن سیمور اشاره کرد.